# 樅山朋久
樅山 朋久（もみやま ともひさ、1962年 - ）は、日本の実業家。栄四郎瓦株式会社代表取締役社長、愛知県陶器瓦工業組合理事長。黄綬褒章受章

## 人物・経歴
1962年生まれ。愛知教育大学附属岡崎中学校、同附属高等学校を卒業。1987年、立教大学経済学部卒業。
大学卒業後、銀座にある商社に勤め、26歳で実家である国内最古の瓦メーカー（1801年創業）の丸栄陶業株式会社（現・栄四郎瓦株式会社）に入社。
2010年、同社代表取締役社長（8代目）に就任。2017年には、「丸栄陶業」の会社名を瓦のブランド名「栄四郎瓦」に由来する「栄四郎瓦株式会社」に変更した。
「栄四郎瓦」のブランド名は、1991年に伝統を継承する製品群として3代目の名をとって新たに構成されたものであるが、国内外へのブランド名の浸透とともに販売数を伸ばし、2017年には売上規模で国内第3位の瓦メーカーに成長した。中でも銀いぶし瓦は全国30％のトップシェアとなり、最も歴史ある三州瓦のメーカーとして、神社仏閣など多数の歴史建造物にも採用される。
2020年には愛知県陶器瓦工業組合理事長に就任し、2022年に再任（2期目）。
2021年秋の褒章において、黄綬褒章を受章した。
伝統産業の会社経営者、組合理事長として、三州瓦のブランディングに力を入れ、屋根の耐震性を高める工法による瓦屋根の安全性や耐久性を周知するとともに、産地で取り組んできた防災瓦や、規格外瓦をリサイクルした「三州瓦シャモット」などの販売促進にも尽力している。
趣味は読書。理想の経営者像は、池波正太郎の小説「鬼平犯科帳」の長谷川平蔵。